# Therinia
Therinia is een geslacht van vlinders van de familie nachtpauwogen (Saturniidae), uit de onderfamilie Oxyteninae.

## Soorten
- T. amphira Druce, 1890
- T. buckleyi Druce, 1890
- T. celata Jordan, 1924
- T. diffissa Jordan, 1924
- T. geometraria (Felder, 1862)
- T. lactucina (Cramer, 1780)
- T. paulina Jordan, 1924
- T. podaliriaria (Westwood, 1841)
- T. spinicauda Jordan, 1924
- T. stricturaria (Hübner, 1825)
- T. terminalis Jordan, 1924
- T. transversaria Druce, 1887